# ゴラン・ストイリコヴィッチ
ゴラン・ストイリコヴィッチ（Goran Stojiljković、1970年12月14日 - ）は、セルビア・レスコヴァツ出身の元サッカー選手。現役時代のポジションはFW。

## 経歴
ユーゴスラビア時代のFKドゥボチツァにてプロデビュー。1995-96シーズンには、当時セグンダ・ディビシオンに所属していたヘタフェCFに移籍し、リーグ戦15ゴールを挙げた。しかし、ヘタフェはセグンダ・ディビシオンBに降格し、翌シーズンはRCDマヨルカに籍を移した。1997-98シーズン、CDレガネスに在籍したあとは母国セルビアでキャリアを送り、2003年に現役を引退した。